# Gelasma griseoviridis
Gelasma griseoviridis là một loài bướm đêm trong họ Geometridae.